# Дорман, Морис Генри
Морис Генри Дорман (англ. Maurice Henry Dorman; 7 августа 1912, Стаффорд — 26 октября 1993) — представитель Британской империи в Танзании, Тринидаде и Тобаго, Сьерра-Леоне и на Мальте.

## Биография
Родился в 1912 году и был старшим сыном Джона Эренфрида Дормана и Мадлен Луиз Босток. Оба его родителя были выходцами из крупных промышленных семей в городе Стаффорде. Мадлен была мировым судьей и одной из первых женщин-стоматологов. Морис Генри Дорман получил образование в школе Седберга и колледже Магдалины в Кембридже.
Учился в Кембриджском университете. Работал в Сьерра-Леоне с 1956 по 1962 год, за что был посвящен в рыцари в 1957 году. С 27 апреля 1961 года (день независимости Сьерра-Леоне) до 27 апреля 1962 года Морис Генри Дорман был генерал-губернатором Сьерра-Леоне. С 1962 по 1964 год был губернатором колонии на Мальте, а затем стал генерал-губернатором Мальты с сентября 1964 года по июль 1971 года, когда его сменил Энтони Мамо.
Был заместителем лейтенанта Уилтшира и награждён Рыцарским Большим крестом Мальтийского ордена «За заслуги».